# Ligue élite canadienne de basketball
La Ligue élite canadienne de basketball (LECB) — en anglais : Canadian Elite Basketball League (CEBL) — est une ligue canadienne de basket-ball professionnel. Elle a connu sa saison inaugurale en 2019.

## Histoire

### Les débuts (2017-2024)
La Ligue élite canadienne de basketball a été fondée en 2017 et sa première saison a eu lieu en 2019 avec six équipes qui appartiennent et sont exploitées par le groupe Canadian Basketball Ventures.
Le propriétaire des River Lions de Niagara, Richard Petko, n’était pas satisfait des activités de la Ligue nationale de basketball du Canada, qu’il considérait comme une « petite entreprise » sans vision. Il a tenté de persuader la ligue d’embaucher Mike Morreale, un ancien joueur de la Ligue canadienne de football qui, selon Petko, pourrait faire mieux pour promouvoir la ligue et attirer des commanditaires. Cependant, après le déclin de la NBL, Petko et Morreale ont décidé d’organiser leur propre ligue, avec Morreale comme PDG. Le nom de six équipes est officiellement dévoilé en mai 2018, avec les River Lions et cinq autres équipes à savoir les Stingers d'Edmonton, les Nighthawks de Guelph, les Bandits de la Vallée du Fraser, les Honey Badgers de Hamilton et les Rattlers de la Saskatchewan. Morreale a déclaré que la LECB mettrait l’accent sur l’offre d’une « fête autour d’un match de basketball » avec « une tonne de valeur pour les fans » afin d’attirer les spectateurs, y compris des événements extérieurs avant le match, des divertissements dans l’aréna, des séances d’autographes et d’autres caractéristiques. La LECB fonctionnera dans un premier temps comme une seule entité, avec toutes les équipes appartenant à la ligue sous la direction de directeurs généraux individuels. Cependant, la ligue peut à l’avenir distribuer ses franchises à des propriétaires individuels ou à un seul investisseur.
En décembre 2018, la LECB a conclu un contrat de cinq ans avec New Era Cap Company pour être le fournisseur officiel de vêtements de la ligue. La LECB a également conclu une entente officielle avec Canada Basketball pour qu’elle soit reconnue comme sa première ligue professionnelle de division (dans un système de ligues semblable à celui de la compétition européenne); cette approbation permet également à la LECB d’avoir accès aux ressources de l’organe directeur. Le PDG de Basketball Canada, Glen Grunwald, a déclaré que la ligue offrirait un « nouveau produit passionnant et une occasion de perfectionnement supplémentaire pour les joueurs, les entraîneurs, les arbitres, les administrateurs et les gestionnaires canadiens. En raison de cet accord, la ligue joue selon les règles standard FIBA,.
En janvier 2019, le LECB a annoncé un contrat de trois ans avec Spalding pour être le ballon officiel de la ligue.

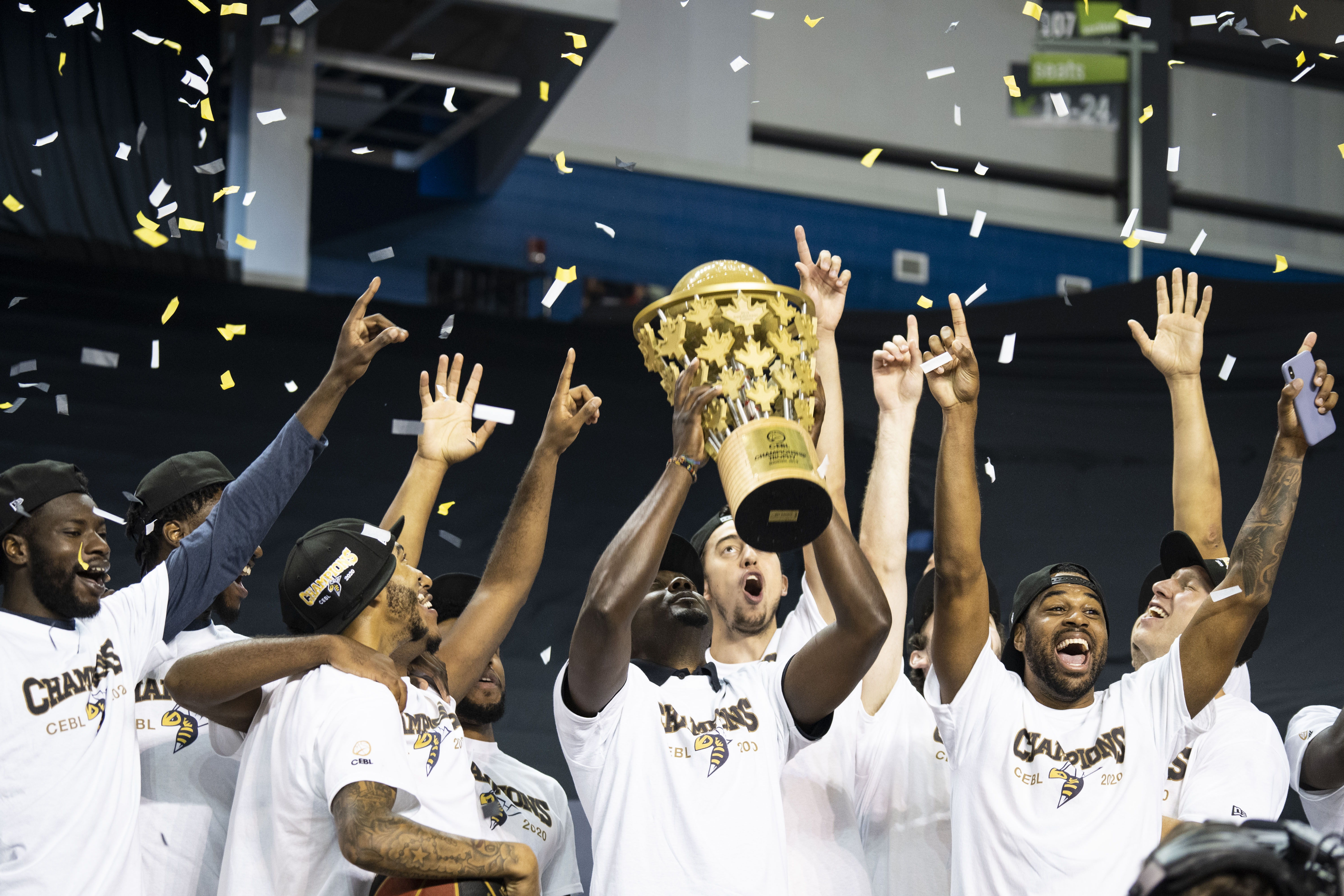
Les Stingers d'Edmonton remportent la LECB en 2020

En avril 2020, Justin Jackson s'engage avec les Honey Badgers de Hamilton et devient ainsi le premier joueur de l'histoire à avoir été drafté en NBA à rejoindre la LECB.
En raison de la pandémie de COVID-19, la saison 2020 de LECB a été reportée et s’est déroulée sous forme de tournoi raccourci dans une bulle de biosécurité à huis clos, baptisée CEBL Summer Series. À compter de la saison 2020, la LECB a adopté la Elam Ending, récemment popularisée par le The Basket Tournament et le NBA All-Star Game, pour tous les matchs, dans le cadre desquels l’horloge du match est désactivée vers la fin du quatrième quart temps. et les équipes jouent à un score cible pour déterminer le gagnant.
A partir de la saison 2021-2022, le vainqueur de la LECB représente le Canada lors de la Basketball Champions League Americas (BCLA), il s'agit des Stingers d'Edmonton pour cette première participation.

### Nouvelle ère (2025-)
La saison 2025 marque une nouvelle ère pour la LECB avec un allongement de la saison régulière avec 120 matchs, soit 24 matchs par équipe au lieu de 20 matchs auparavant en saison régulière. Au moins une série de matchs aller-retour est prévue entre toutes les équipes, chaque formation visite chaque ville. Au total, la saison (régulière + phase finale) comprendra 127 matchs.

## Expansion
En novembre 2019, les Blackjacks d’Ottawa sont annoncés comme 7e équipe de la ligue pour la saison 2020.
En février 2021, il a été annoncé que la LECB s’étendrait à Montréal, la 8e équipe de la ligue commençant à jouer en 2022. En octobre 2021, l'équipe québécoise annonce le nom de son équipe professionnelle de basket : l'Alliance de Montréal.
En août 2021, les Shooting Stars de Scarborough ont été annoncées comme une 9e équipe.
En novembre 2021, une 10e équipe voit le jour : les Growlers de Terre-Neuve qui débuteront lors de la saison 2022.
En novembre 2022, les Sea Bears de Winnipeg débuteront dans la ligue lors de la saison 2023, en remplacement des Growlers de Terre-Neuve qui stoppent leur activité en raison du manque de place au Field House de l'Université Memorial, où l'équipe jouait ses matchs à domicile.

## Franchises

### Franchises actuelles
| Conférence | Équipe                        | Ville                | Salle (capacité)                     | Début en LECB |
| ---------- | ----------------------------- | -------------------- | ------------------------------------ | ------------- |
| Est        | Honey Badgers de Brampton     | Brampton, ON         | CAA Centre (5 000)                   | 2019          |
| Est        | Alliance de Montréal          | Montréal, QC         | Auditorium de Verdun (4 114)         | 2022          |
| Est        | River Lions de Niagara        | Saint Catharines, ON | Meridian Centre (en) (4 030)         | 2019          |
| Est        | Blackjacks d'Ottawa           | Ottawa, ON           | TD Place Arena (9 500)               | 2020          |
| Est        | Shooting Stars de Scarborough | Scarborough, ON      | Toronto Pan Am Sports Centre (2 000) | 2022          |
| Ouest      | Surge de Calgary              | Calgary, AB          | Winsport Arena (2 900)               | 2019          |
| Ouest      | Stingers d'Edmonton           | Edmonton, AB         | Edmonton Expo Centre (en) (4 857)    | 2019          |
| Ouest      | Rattlers de la Saskatchewan   | Saskatoon, SK        | SaskTel Centre (5 898)               | 2019          |
| Ouest      | Bandits de Vancouver          | Abbotsford, CB       | Abbotsford Centre (7 046)            | 2019          |
| Ouest      | Sea Bears de Winnipeg         | Winnipeg, MB         | Canada Life Centre (15 321)          | 2023          |

| [[Fichier:Canada_location_map_2.svg\|400px\|{{#if:\|{{{alt}}}\|Ligue élite canadienne de basketball est dans la page Canada .]] Vancouver Edmonton Calgary Saskatchewan Ottawa Montréal Winnipeg Equipes de la Ligue Elite canadienne de basket-ball en 2023 · Voir encadré du sud de l’Ontario | [[Fichier:Canada Southern Ontario location map 2.png\|475px\|{{#if:\|{{{alt}}}\|Ligue élite canadienne de basketball est dans la page Sud de l'Ontario.]]Ottawa Niagara Brampton Scarborough Equipes de la Ligue Elite canadienne de basket-ball en 2023 dans le Sud de l'Ontario |

### Changement de nom
- 2022
  - Les Honey Badgers de Hamilton deviennent les Honey Badgers de Brampton
  - Bandits de la Vallée du Fraser deviennent les Bandits de Vancouver
  - Nighthawks de Guelph deviennent les Surge de Calgary

### Equipe disparue
| Equipe                  | Ville                         | Année de création | Première saison | Dernière saison | Saisons en LECB | Raison                                                                |
| ----------------------- | ----------------------------- | ----------------- | --------------- | --------------- | --------------- | --------------------------------------------------------------------- |
| Growlers de Terre-Neuve | Saint-Jean de Terre-Neuve, NL | 2021              | 2022            | 2022            | 1               | La salle pour les matchs à domicile était trop petite (2 500 places). |

## Palmarès et distinctions

### Palmarès
| Gras | L'équipe championne |

| Année | Champion de l'Ouest            | Entraîneur   | Résultat | Champion de l'Est         | Entraîneur     | MVP des Finales |
| ----- | ------------------------------ | ------------ | -------- | ------------------------- | -------------- | --------------- |
| 2019  | Rattlers de la Saskatchewan    | Greg Jockims | 94-83    | Honey Badgers de Hamilton | Chantal Vallée | Alex Campbell   |
| 2020  | Bandits de la Vallée du Fraser | Kyle Julius  | 73-90    | Stingers d'Edmonton       | Jermaine Small | Xavier Moon     |
| 2021  | River Lions de Niagara         | Victor Raso  | 65-101   | Stingers d'Edmonton       | Jermaine Small | Xavier Moon     |
| 2022  | Shooting Stars de Scarborough  | Chris Exilus | 88-90    | Honey Badgers de Hamilton | Ryan Schmidt   | Christian Vital |
| 2023  | Shooting Stars de Scarborough  | Chris Exilus | 82-70    | Surge de Calgary          | Nelson Terroba | Isiaha Mike     |
| 2024  | Bandits de Vancouver           | Kyle Julius  | 95-97    | River Lions de Niagara    | Victor Raso    | Khalil Ahmad    |

### Palmarès cumulés
| N° | Équipe                        | Titres | Par édition                                  | Finales perdues |
| -- | ----------------------------- | ------ | -------------------------------------------- | --------------- |
| 1  | Stingers d'Edmonton           | 2      | 2020, 2021                                   | -               |
| 2  | Rattlers de la Saskatchewan   | 1      | 2019                                         | -               |
| 3  | Honey Badgers de Brampton     | 1      | 2022 (en tant que Honey Badgers de Hamilton) | 2019            |
| 4  | Shooting Stars de Scarborough | 1      | 2023                                         | 2022            |
| 5  | River Lions de Niagara        | 1      | 2024                                         | 2021            |
| 6  | Surge de Calgary              | 0      | -                                            | 2023            |

### Joueur de l'année
| Année | Nationalité | Nom             | Franchise              |
| ----- | ----------- | --------------- | ---------------------- |
| 2019  | États-Unis  | Xavier Moon (1) | Stingers d'Edmonton    |
| 2020  | États-Unis  | Xavier Moon (2) | Stingers d'Edmonton    |
| 2021  | États-Unis  | Xavier Moon (3) | Stingers d'Edmonton    |
| 2022  | États-Unis  | Khalil Ahmad    | River Lions de Niagara |
| 2023  | États-Unis  | Teddy Allen     | Sea Bears de Winnipeg  |
| 2024  | États-Unis  | Taze Moore      | Bandits de Vancouver   |